# Operations and Checkout Building

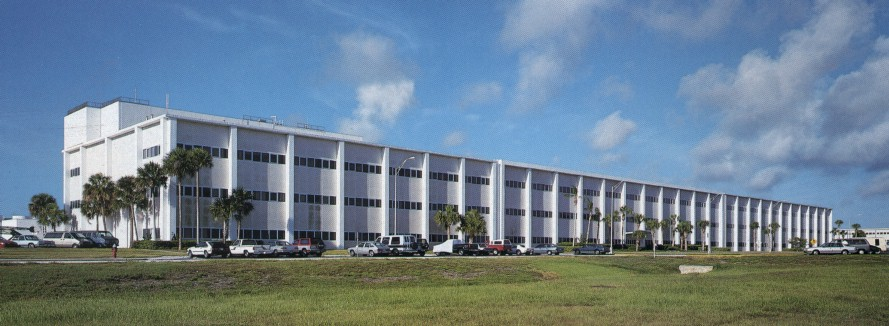

Il "Neil Armstrong" Operations and Checkout Building (O&C) (già conosciuto come Manned Spacecraft Operations Building) è uno storico edificio a cinque piani del Kennedy Space Center della NASA, nella zona di Merritt Island, Florida, negli Stati Uniti d'America. L'O&C
Le strutture includono un'area per ospitare gli astronauti prima dei loro voli. Dal 21 gennaio 2000, l'edificio è stato incluso nel National Register of Historic Places, il registro americano dei luoghi storici.
è un sito storico facente parte del registro nazionale dei luoghi storici degli Stati Uniti risalente agli anni 60 ed è stato utilizzato per ricevere, elaborare e integrare i carichi utili per i programmi Gemini (1964 - 1966), Apollo (1961–1972), Skylab negli anni 70 e per i segmenti iniziali della Stazione spaziale internazionale negli anni 90. Gli astronauti dell'Apollo e dello Space Shuttle all'uscita dell'edificio O&C salivano a bordo dell'astrovan per raggiungere il pad di lancio del Complesso di Lancio 39.

## Supporto al programma Apollo
Quando fu costruito nel 1964, all'era dei programmi Gemini (1964 - 1966) e Apollo (1961–1972), l'edificio era adibito alla preparazione delle navicelle spaziali ed era noto come "Manned Spacecraft Operations Building". Cambiò il nome in "Operations and Checkout Building" durante il programma Apollo, più brevemente "O&C". Da questo edificio gli astronauti si imbarcavano sull'Astrovan per essere trasportati al PAD del complesso di lancio 39.

## Camere per prove di quota

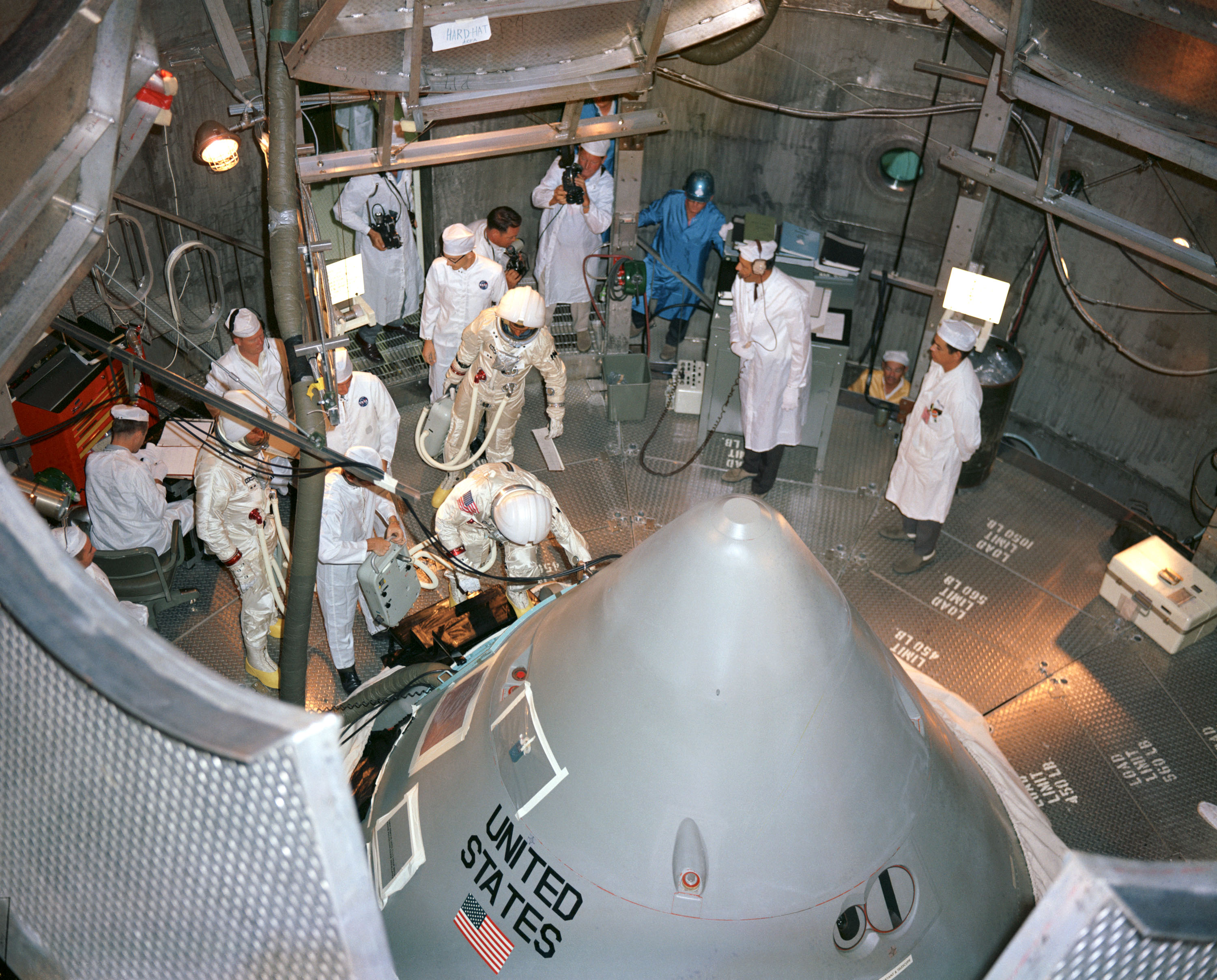
L'equipaggio dell' Apollo 1, Gus Grissom, Ed White e Roger Chaffee, entra nella navicella spaziale per un test nella camera per le prove di quota all' O&C Building il 18 ottobre 1966.

Nel 1965 furono installate un paio di camere per le prove di quota (o camere opobariche) all'interno della "High Bay", l'ampia sala di integrazione e test. Le camere erano dedicate ai test ambientali e dei sistemi di supporto vitali sia dell'modulo comando e servizio dell' Apollo che del Modulo Lunare. In queste camere venivano verificati i comportamenti dei sistemi simulando quote fino a 76 km. Ogni camera è alta 18 m, con una zona di lavoro utile alta 8.5m e con un diametro interno di 10 m. Le camere permettono test con uomini e possono raggiungere la massima altezza simulata (quindi la minima pressione) in 1 ora. Furono usate dagli astronauti e dalle loro riserve a partire dalla fatale missione Apollo 1 nell'ottobre 1996 fino al Programma test Apollo-Sojuz nel luglio 1975.

## L'uso dopo il programma Apollo
Durante gli anni '80 e '90 l' O&C Building è stato usato per ospitare e testare i moduli scientifici per lo Spacelab prima dei loro voli con gli Space Shuttle, inoltre ha ospitato anche tutti gli equipaggi che hanno volato sugli Space Shuttle
Negli anni duemila, nell'edificio sono stati effettuati i test delle travature (truss) della Stazione spaziale internazionale.
Il 30 gennaio 2007 la NASA tenne una cerimonia per l'assegnazione della high bay dell'edificio al Programma Constellation. L'edificio sarebbe servito per l'integrazione finale del modulo per l'esplorazione spaziale umana Orion. In preparazione al passaggio, lo stato della Florida finanziò lo smaltimento di circa 50 tonnellate di supporti in acciaio, strutture e attrezzature presenti nell'edificio.
Attualmente la struttura viene utilizzata dagli astronauti che saranno portati in orbita con la navette Crew Dragon della SpaceX, gli astronauti all'interno della struttura indossano le tute spaziali e successivamente vengono fatti alcuni test sulle stesse per essere sicuri che non abbiano guasti. Da questo edificio gli astronauti si imbarcano su una Tesla X per essere trasportati alla rampa di lancio.

## Altre funzioni dell'Edificio
- I tre piani, 457.000 piedi quadrati (42.500 m2) dello Space Station Processing Facility (SSPF) sono costituiti da due campate di elaborazione, una camera di compensazione, sale operative di controllo, laboratori, aree logistiche e uffici per il supporto della stazione e Carichi utili non pericolosi della navetta conformi agli standard ISO 14644-1 classe 5 .
- Il Vertical Processing Facility (VPF) è dotato di una porta di 22 x 12 m (71 x 38 piedi) in cui i carichi utili elaborati in posizione verticale vengono portati e manipolati con due carroponti e un paranco in grado di sollevare fino a 35 tonnellate corte (32 t).
- La Hypergolic Maintenance and Checkout Area (HMCA) comprende tre edifici isolati dal resto dell'area industriale a causa dei materiali pericolosi ivi movimentati. I moduli alimentati a ipergolico che costituivano il sistema di controllo della reazione dello Space Shuttle Orbiter, il sistema di manovra orbitale e le unità di alimentazione ausiliarie sono stati immagazzinati e sottoposti a manutenzione nell'HMCF.
- La dotazione Multi-Processing Payload è a 19,647 piedi quadrati (1,825.3 m 2 )  per la costruzione navicella Orion ed elaborazione payload.
- Il Payload Hazardous Servicing Facility ( PHSF ) contiene un vano di servizio di 70 x 110 piedi (21 x 34 m), con un'altezza del gancio di 100.000 libbre (45.000 kg) e 85 piedi (26 m). Contiene anche una camera di equilibrio del carico utile di 58 x 80 piedi (18 x 24 m). La sua temperatura è mantenuta a 70 °F (21 °C).

## Galleria d'immagini

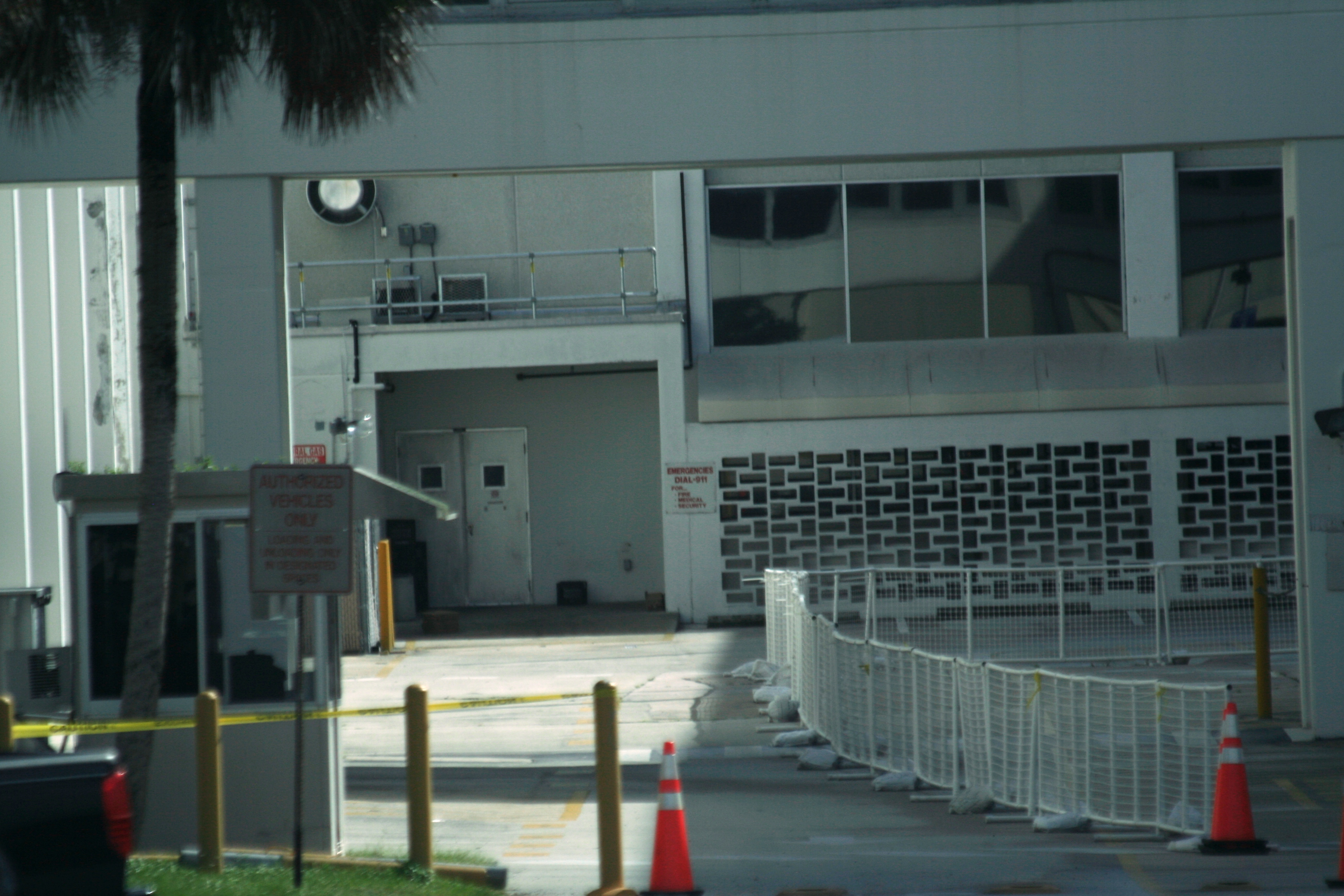
L'uscita dell'edificio dove gli astronauti si imbarcavano sull' Astrovan per il trasporto alla rampa di lancio 39.
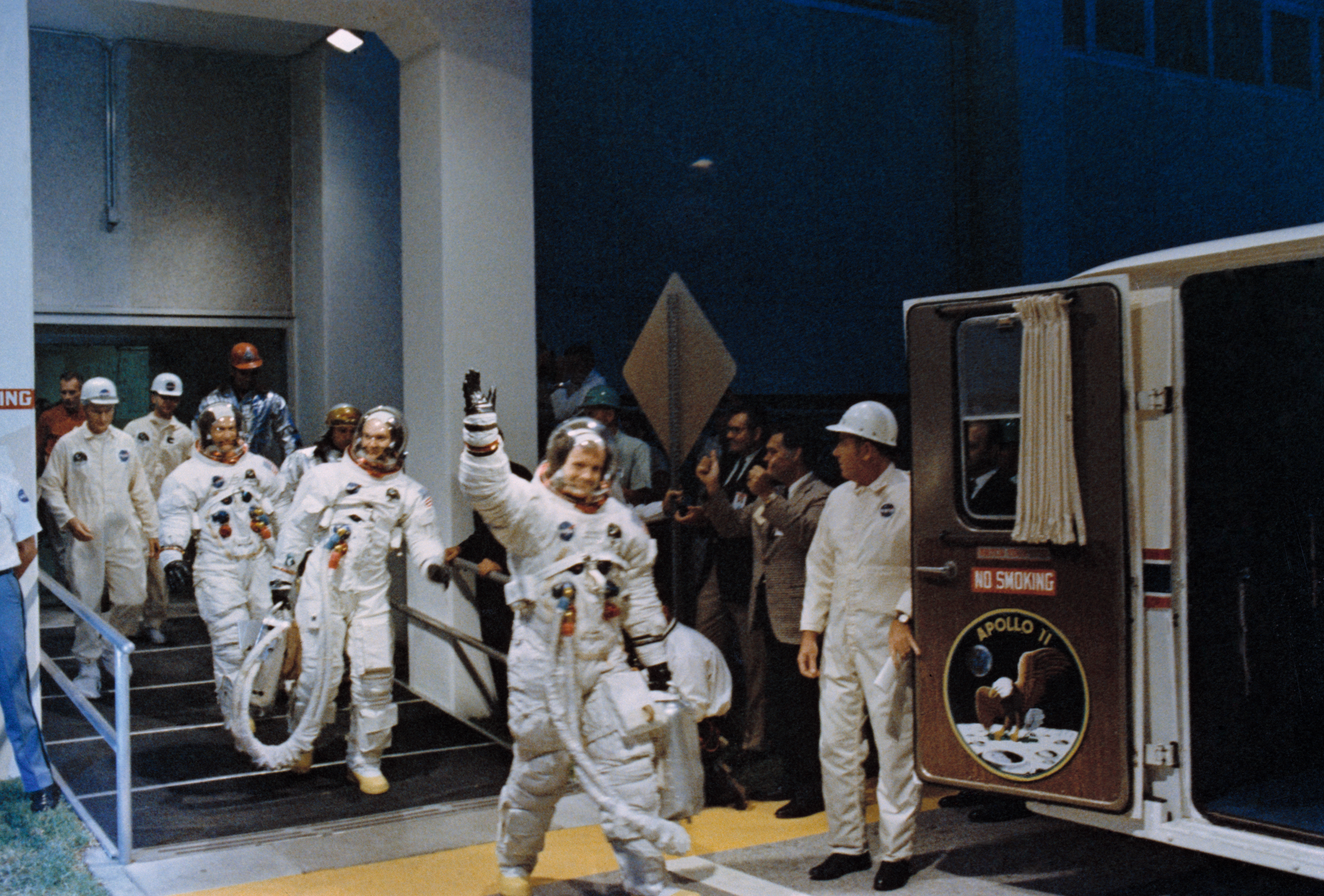
L'equipaggio dell'Apollo 11, Neil Armstrong, Michael Collins e Buzz Aldrin la mattina del 16 luglio 1969.
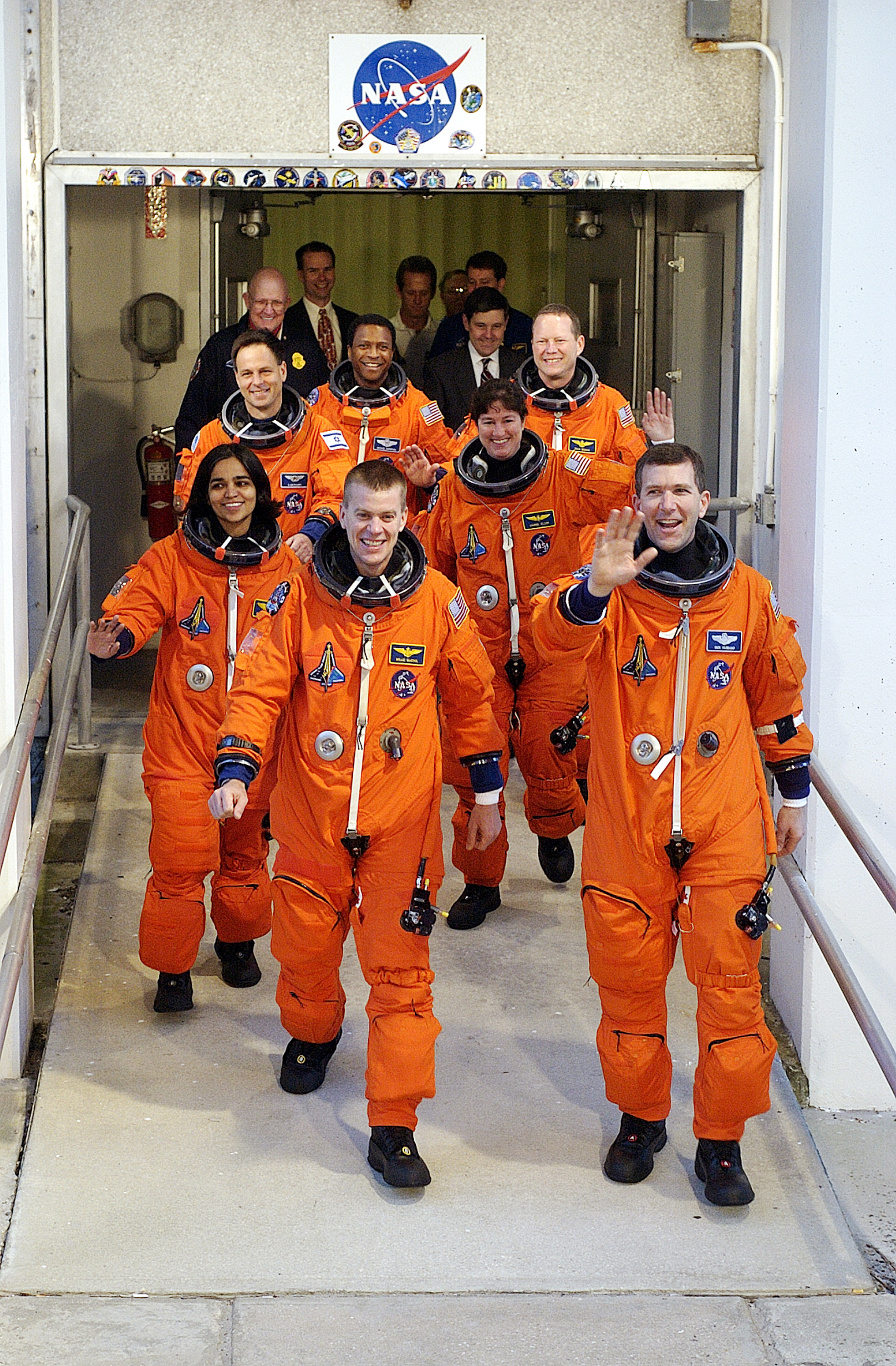
L'equipaggio della STS-107 saluta gli spettatori uscendo dall'edificio per imbarcarsi nell'Astro Van, con il quale veniva portato al Pad di Lancio 39A per il decollo. Ad aprire la strada ci sono il pilota William "Willie" McCool (a sinistra) e il comandante Rick Husband (a destra). Seguono in seconda fila gli specialisti di missione Kalpana Chawla (a sinistra) e Laurel Clark; nella parte posteriore ci sono lo specialista del payload Ilan Ramon, il comandante del payload Michael Anderson e lo specialista della missione David Brown.
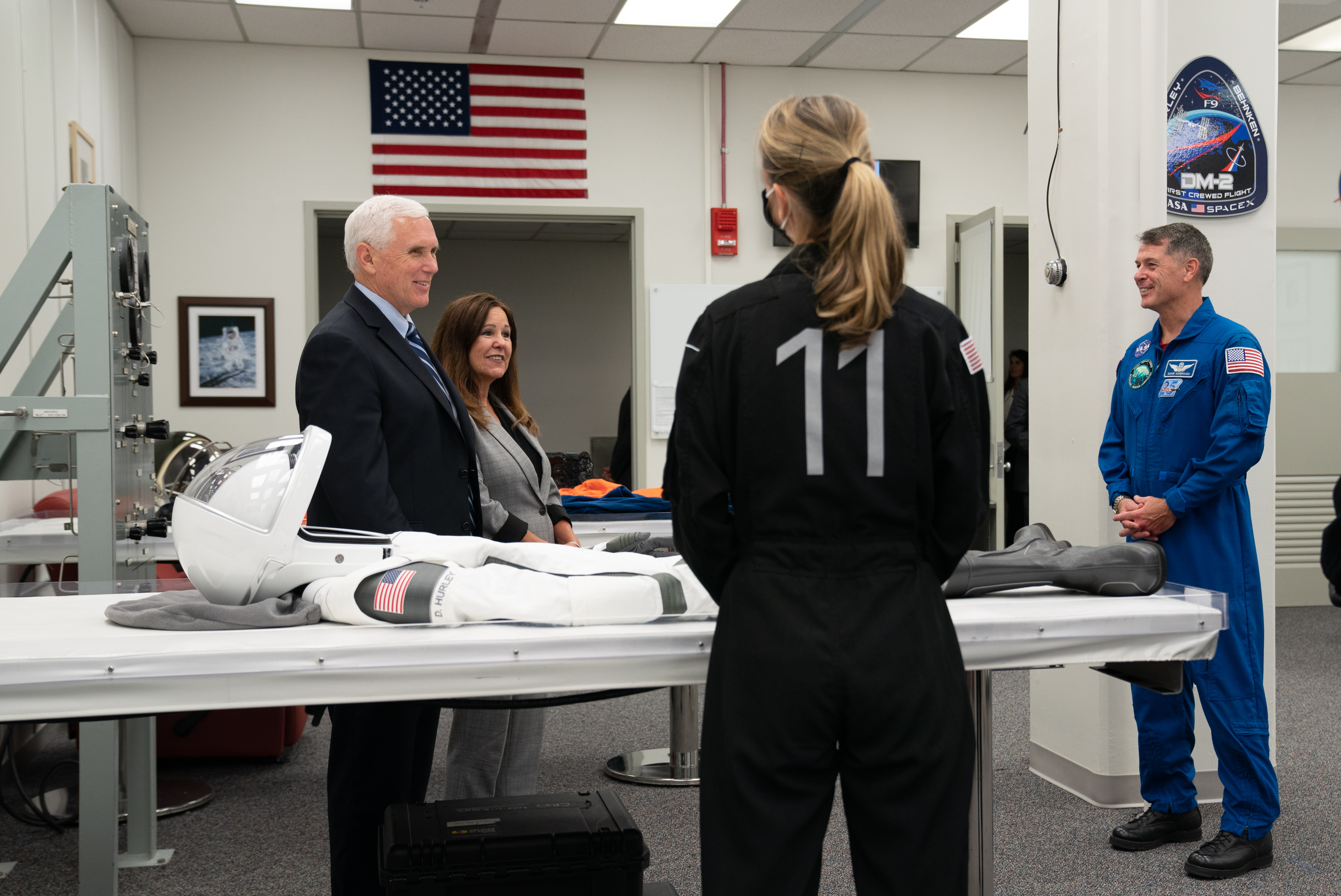
Il vicepresidente Mike Pence e la signora Karen Pence si incontrano con gli astronauti mercoledì 27 maggio 2020 presso la Neil Armstrong Operations and Checkout Facility a Merritt Island, Florida (Foto ufficiale della Casa Bianca D. Myles Cullen)
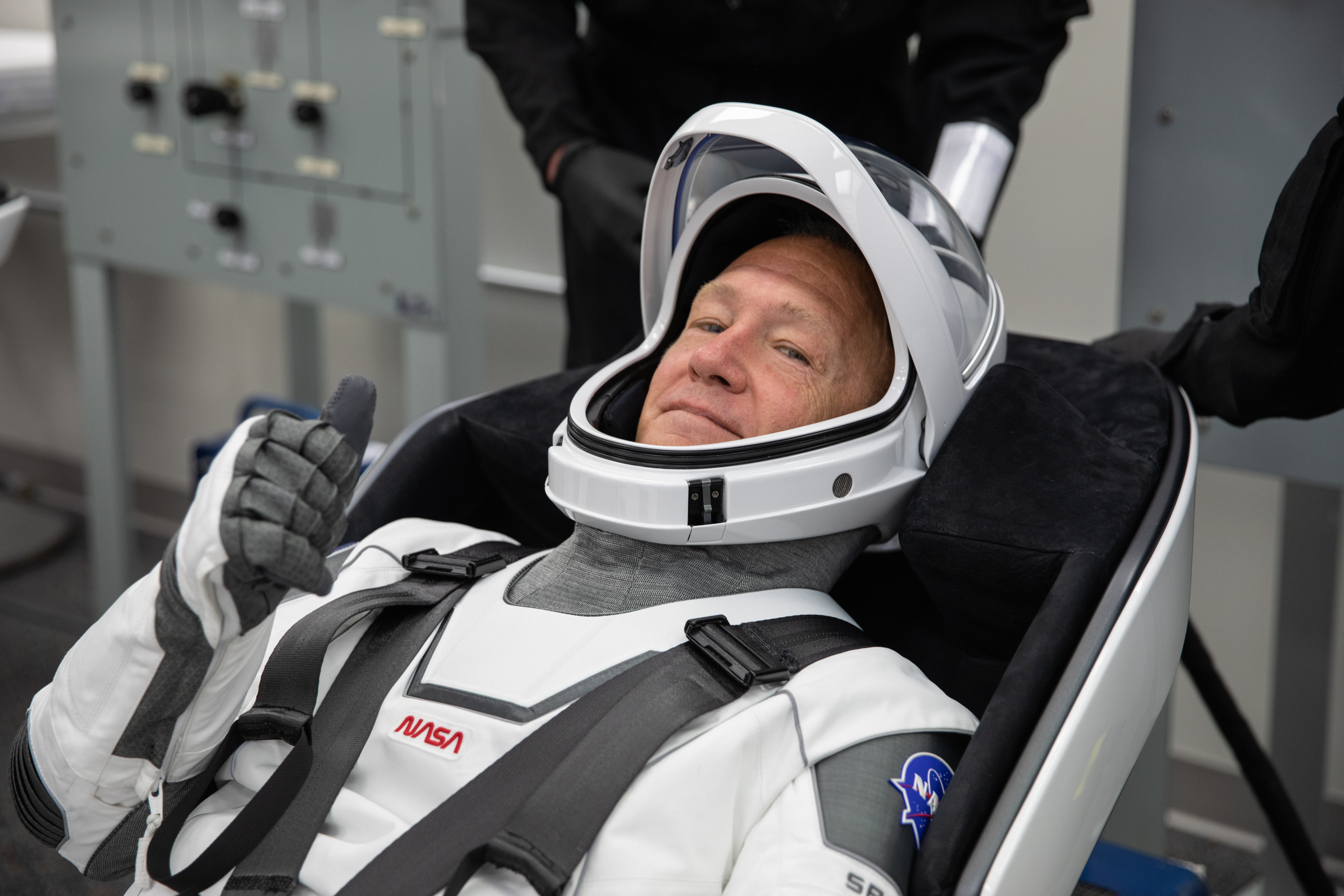
L'astronauta della NASA Douglas Hurley indossa la tuta spaziale SpaceX nell'Astronaut Crew Quarters all'interno del Neil A. Armstrong Operations and Checkout Building presso il Kennedy Space Center dell'agenzia in Florida
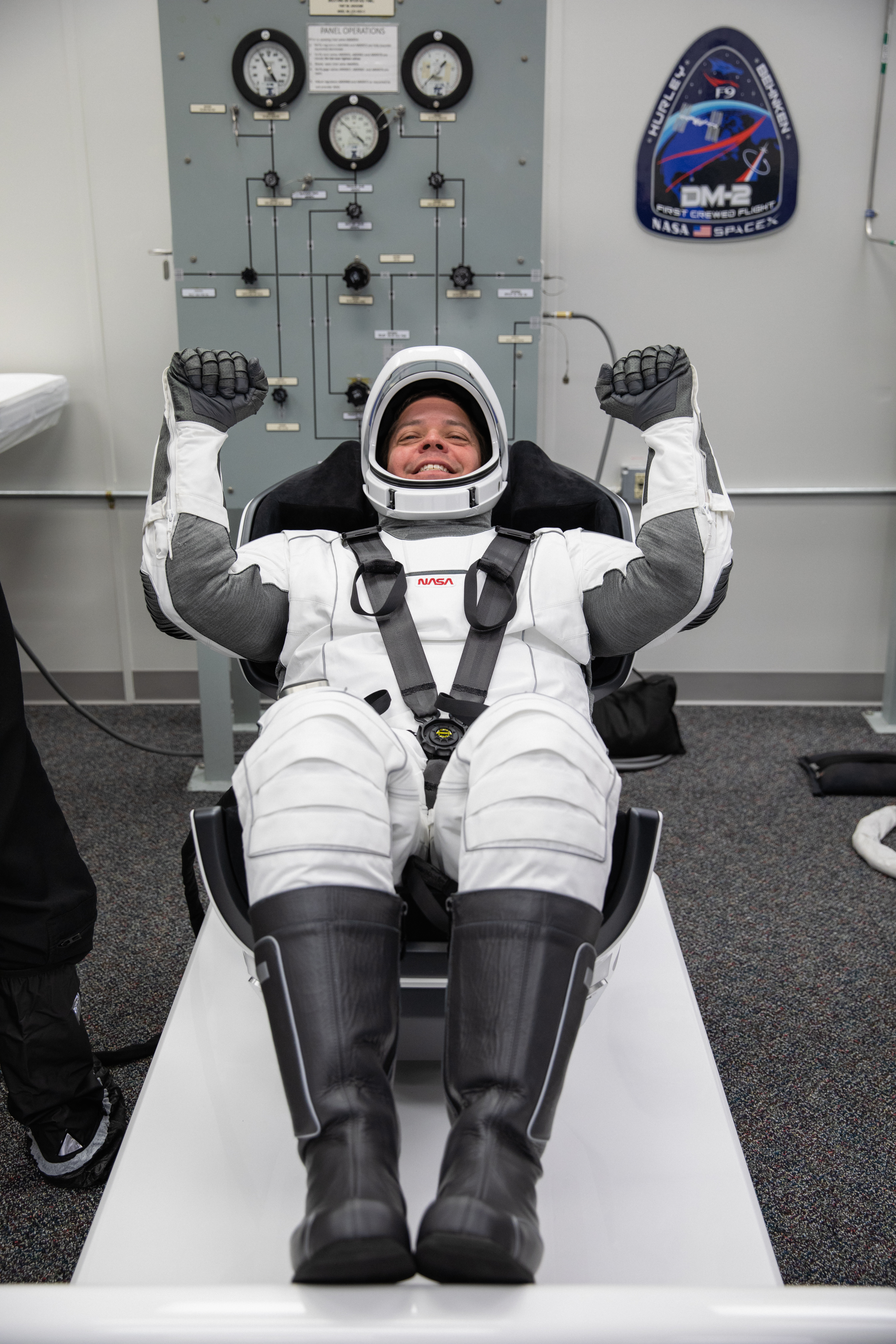
L'astronauta della NASA Robert Behnken indossa la tuta spaziale SpaceX nell'Astronaut Crew Quarters all'interno del Neil A. Armstrong Operations and Checkout Building presso il Kennedy Space Center dell'agenzia in Florida
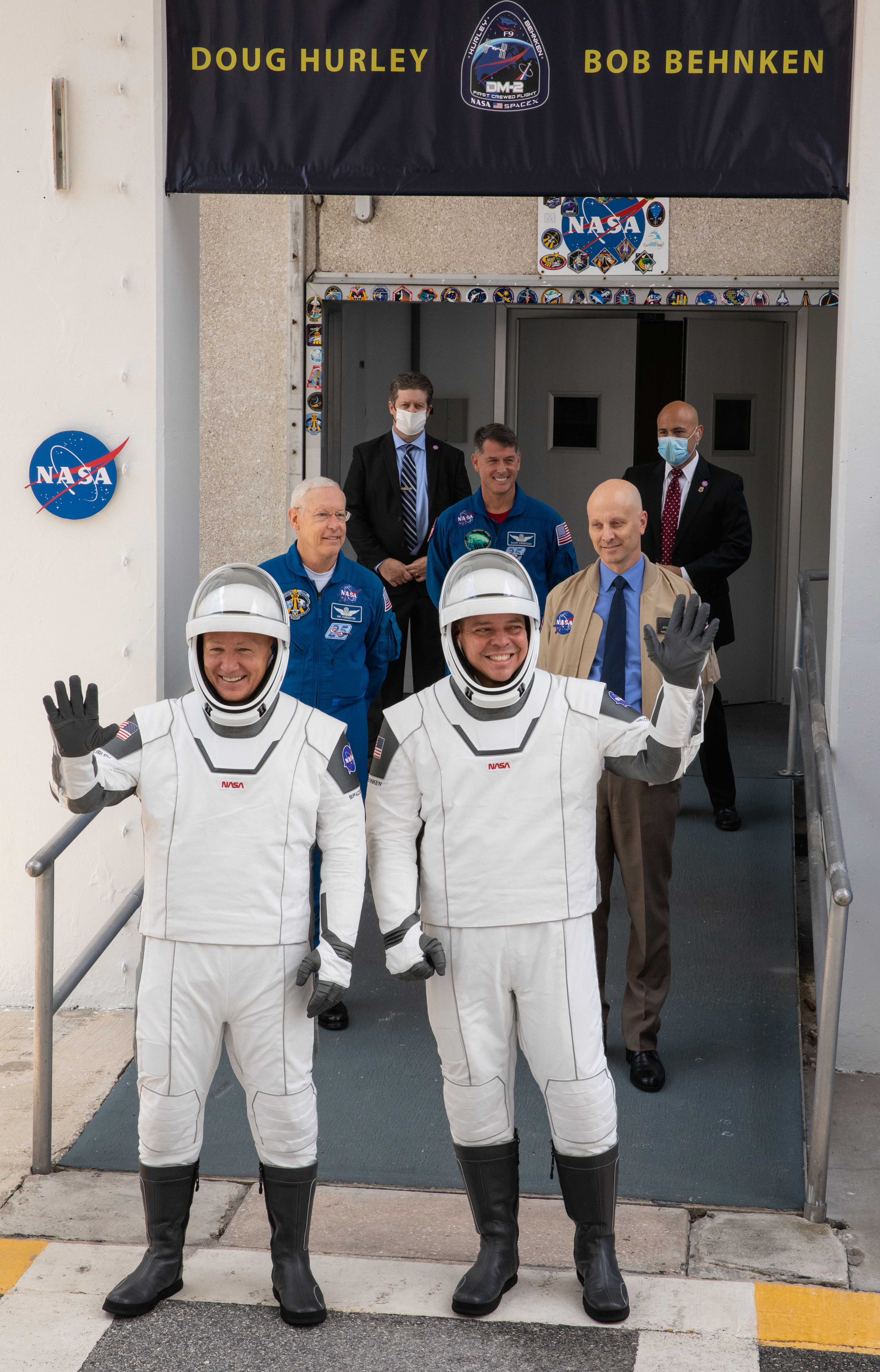
Gli astronauti della NASA Douglas Hurley (a sinistra) e Robert Behnken salutano mentre escono dal Neil A. Armstrong Operations and Checkout Building presso il Kennedy Space Center dell'agenzia in Florida in preparazione per il trasporto al Launch Complex 39A per il lancio sulla missione SpaceX Demo-2 della NASA. Behnken e Hurley saranno i primi astronauti a lanciarsi sulla Stazione Spaziale Internazionale dal suolo americano dalla fine del Programma Space Shuttle nel 2011.
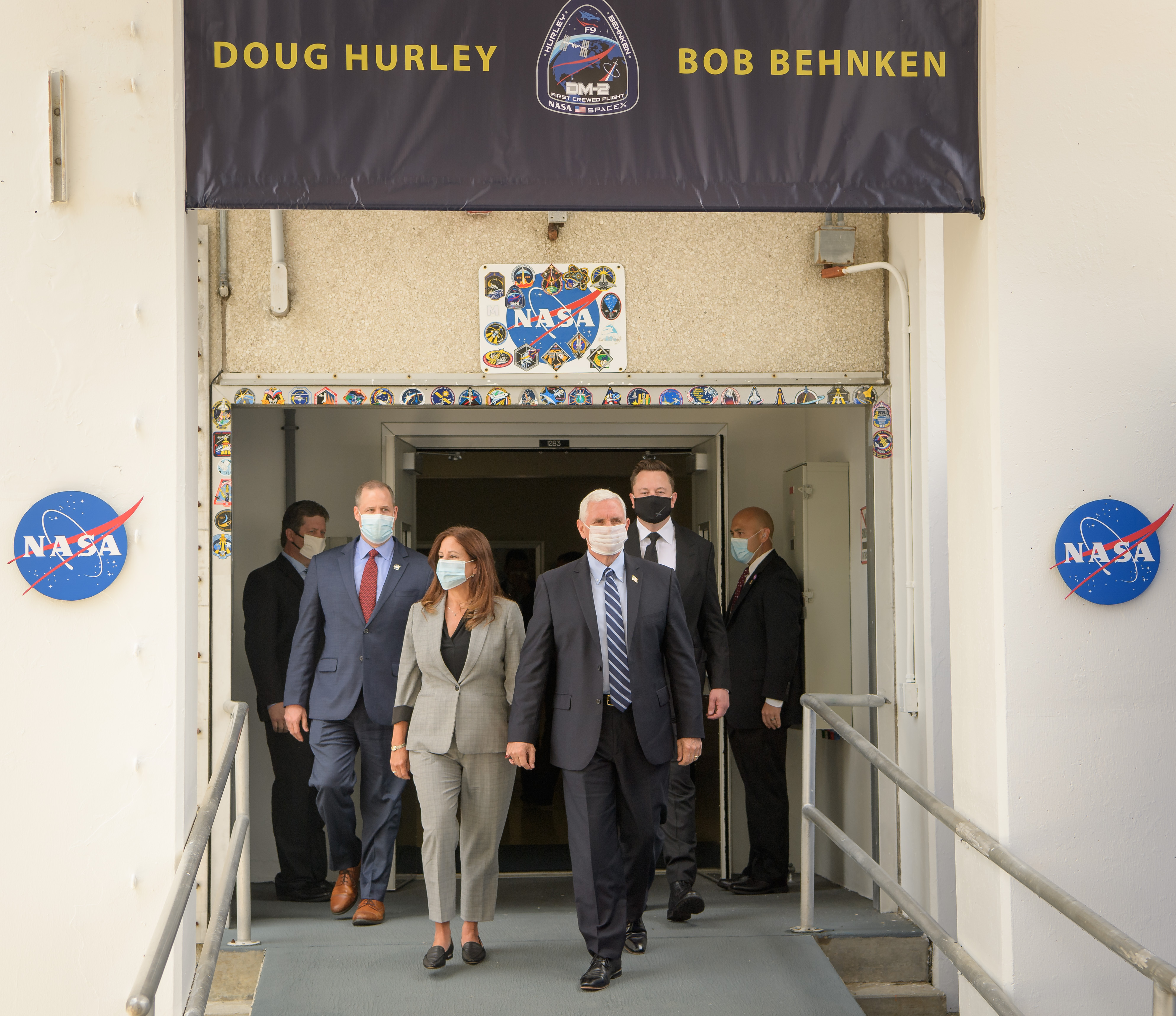
Il vicepresidente Mike Pence e la seconda signora Karen Pence, uniti all'amministratore della NASA Jim Bridenstine, a sinistra, e Elon Musk, ingegnere capo dello SpaceX, a destra, escono da Neil A. Armstrong Operations e Checkout Building davanti agli astronauti della NASA Douglas Hurley e Robert Behnken in partenza per il Launch Complex 39A a bordo della navicella spaziale Dragon SpaceX Crew per il lancio della missione Demo-2, mercoledì 27 maggio 2020, presso il Kennedy Space Center della NASA in Florida.
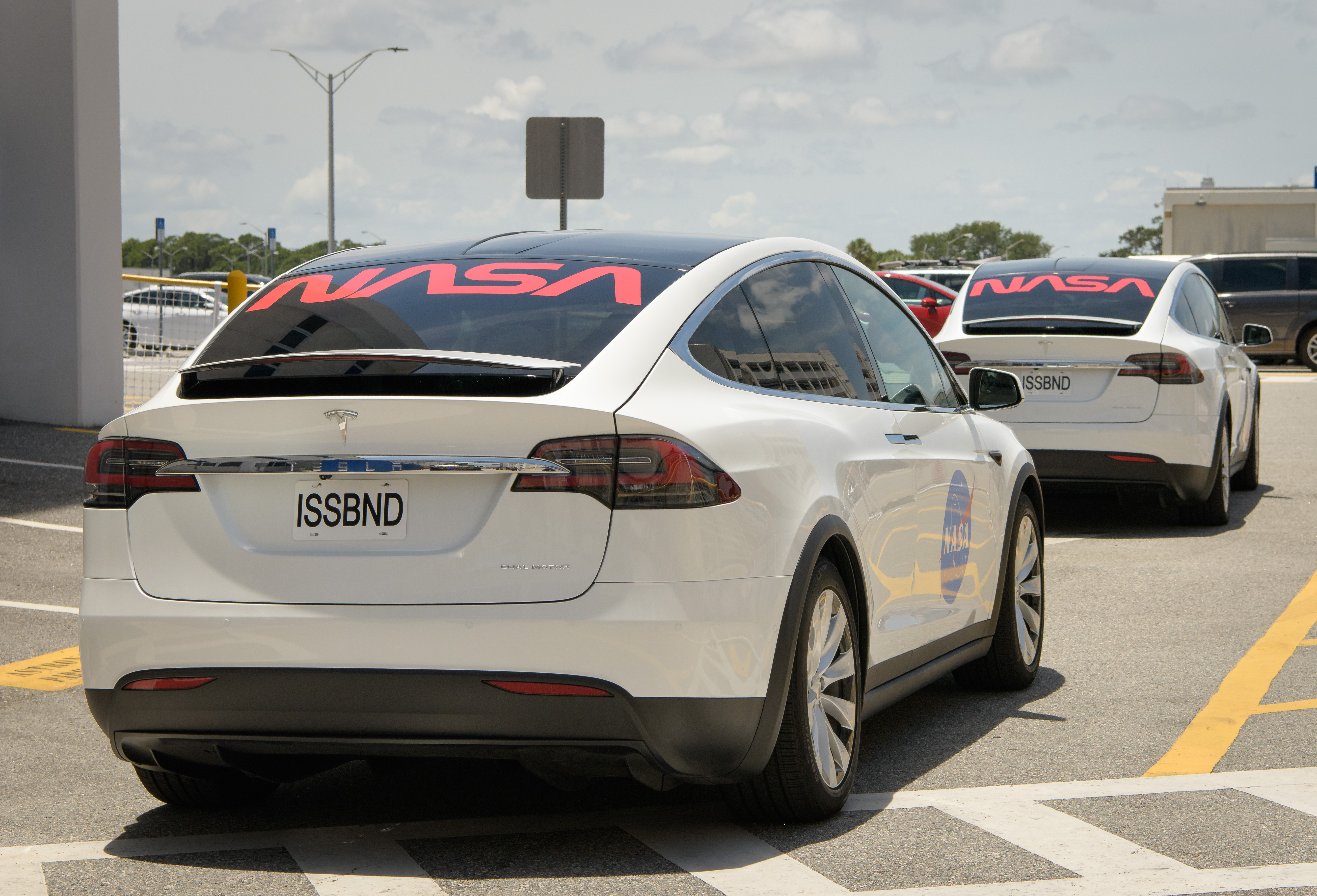
Gli astronauti della NASA Douglas Hurley e Robert Behnken lasciano il Neil A. Armstrong Operations and Checkout Building per il Complesso di Lancio 39A a bordo della Tesla X